# Rabobank Continental Team/2006
Samenstelling van het Rabobank Continental Team in 2006:
| Naam               | Geboortedatum | Nationaliteit |
| ------------------ | ------------- | ------------- |
| Arjen de Baat      | 02-10-1986    | Nederland     |
| Thom van Dulmen    | 03-03-1985    | Nederland     |
| Huub Duyn          | 01-09-1984    | Nederland     |
| Jos van Emden      | 18-02-1985    | Nederland     |
| Rick Flens         | 11-04-1983    | Nederland     |
| Robert Gesink      | 31-05-1986    | Nederland     |
| Dmitri Kozontsjoek | 05-04-1984    | Rusland       |
| Tom Leezer         | 26-12-1985    | Nederland     |
| Martijn Maaskant   | 27-07-1983    | Nederland     |
| Jevgeni Popov      | 18-09-1984    | Rusland       |
| Kai Reus           | 11-03-1985    | Nederland     |
| Rob Ruijgh         | 12-11-1986    | Nederland     |
| Tom Stamsnijder    | 15-05-1985    | Nederland     |
| Tom Veelers        | 14-09-1984    | Nederland     |
| William Walker     | 31-10-1985    | Australië     |